# Őrhalom
Őrhalom es un pueblo ubicado en el condado de Nógrád, Hungría.

## Superficie
Posee una superficie de 17,46 kilómetros cuadrados.

## Demografía
Hasta 2021 la población era de 925 habitantes, con una densidad de población de 52,97 habitantes por kilómetro cuadrado.